# ACG (하위문화)
ACG("Anime, Comics, and Games")는 중화권과 동아시아의 일부 하위 문화에서 사용되는 용어이다. 일본과 동아시아 문화 전반에서 애니메이션, 만화, 게임 사이에 존재하는 강력한 경제적, 문화적 상호 연결이 있기 때문에 ACG라는 용어는 상대적인 분야에서 이러한 현상을 설명하는 데 사용된다. 이 용어는 특히 일본 애니메이션, 만화 및 비디오 게임을 의미하며 비디오 게임은 일반적으로 미소녀 게임을 가리킨다.
2000년대부터는 라이트 노벨원작인 애니메이션, 만화, 게임이 많아지면서, 라이트 노벨(Novels)이 추가된 ACGN이라는 용어도 파생되었다.

## 같이 보기
- 일본의 만화와 애니메이션 팬덤
- 코스프레
- 동인 (문화)
- 오타쿠